# Mühlental
Mühlental là một đô thị thuộc huyện Vogtland, bang Sachsen, Đức. Đô thị Mühlental có diện tích 39,56 km², dân số thời điểm ngày 31 tháng 12 năm 2006 là 1621 người.